# Leptodactylus fuscus
Leptodactylus fuscus är en groddjursart som först beskrevs av Schneider 1799.  Leptodactylus fuscus ingår i släktet Leptodactylus och familjen tandpaddor. IUCN kategoriserar arten globalt som livskraftig. Inga underarter finns listade i Catalogue of Life.